# Kakawanatissa
Kakawanatissa o Kawan Tissa fou un rei de Ruhuna (part sud de Sri Lanka), fill i successor del seu pare Gotabhaya. Va governar al segle ii aC, sent contemporani d'Elalan o Elara de Rajarata (nord de Sri Lanka).
Kakawanatissa es va casar amb Viharadevi, filla de Kelanitissa, el khsatriya governador de Kelaniya, que era una princesa de gran bellesa, puresa i habilitat. Va construir nombrosos edificis en diferents parts del regne (entre els quals el temple de Tissamaha Vihara i el de Mahanugalla Cetiya) i es va dedicar a la religió. Va construir el tanc Digha-vapi (modernament Kandiya-kattu o Maha-Kandiya) que era capaç de regar entre deu mil i vint mil camps d'arròs però que segles després va quedar cobert per la jungla. Va evitar lluites amb el seu veí del nord Elalan que dominava els territoris al nord del Mahaweli. En aquesta època s'esmenten els primers comerciants estrangers probablement xinesos.
A la seva mort el cos fou traslladat al temple de Tissamaha Vihara que ell mateix havia erigit. El va succeir el seu fill Sadda Tissa deixant un altre fill de nom Duttugamunu (dos anys més gran que Sadda Tissa) que havia estat desheretat pel pare (per aquest afer vegeu la biografia de Dutugamunu).